# Albert Montañés
Albert Montañés Roca (Sant Carles de la Ràpita, 26 november 1980) is een voormalig Spaanse tennisser.
Montañés werd professioneel tennisser in 1999.

## Palmares
| Legenda                       | Legenda               |
| ----------------------------- | --------------------- |
| Grand Slam                    |                       |
| Olympische Spelen             |                       |
| tot 2009                      | vanaf 2009            |
| Tennis Masters Cup            | ATP Finals            |
| ATP Masters Series            | ATP Tour Masters 1000 |
| ATP International Series Gold | ATP Tour 500          |
| ATP International Series      | ATP Tour 250          |

### Enkelspel
| Nr.                  | Datum             | Toernooi       | Ondergrond | Tegenstander in finale | Score            | Details |
| -------------------- | ----------------- | -------------- | ---------- | ---------------------- | ---------------- | ------- |
| Gewonnen finales     |                   |                |            |                        |                  |         |
| 1.                   | 20 juli 2008      | ATP Amersfoort | Gravel     | Steve Darcis           | 1-6, 7-5, 6-3    | Details |
| 2.                   | 10 mei 2009       | ATP Estoril    | Gravel     | James Blake            | 5-7, 7-6, 6-0    | Details |
| 3.                   | 27 september 2009 | ATP Boekarest  | Gravel     | Juan Mónaco            | 7-6, 7-6         | Details |
| 4.                   | 9 mei 2010        | ATP Estoril    | Gravel     | Frederico Gil          | 6-2, 6-7, 7-5    | Details |
| 5.                   | 18 juli 2010      | ATP Stuttgart  | Gravel     | Gaël Monfils           | 6–2, 1–2, opgave | Details |
| Verloren finales     |                   |                |            |                        |                  |         |
| 1.                   | 16 september 2001 | ATP Boekarest  | Gravel     | Younes El Aynaoui      | 6-7(5), 6-7(2)   | Details |
| 2.                   | 19 april 2004     | ATP Valencia   | Gravel     | Fernando Verdasco      | 6-7(5), 3-6      | Details |
| 3.                   | 27 februari 2005  | ATP Acapulco   | Gravel     | Rafael Nadal           | 1-6, 0-6         | Details |
| 4.                   | 29 april 2007     | ATP Casablanca | Gravel     | Paul-Henri Mathieu     | 1-6, 1-6         | Details |
| 5.                   | 6 augustus 2011   | ATP Kitzbühel  | Gravel     | Robin Haase            | 4-6, 6-4, 1-6    | Details |
| Gewonnen Challengers |                   |                |            |                        |                  |         |
| 1.                   | 7 augustus 2000   | Praag          | Gravel     | Filippo Volandri       | 6-1, 6-1         |         |
| 2.                   | 27 augustus 2001  | Freudenstadt   | Gravel     | Victor Hănescu         | 6-0, 6-3         |         |
| 3.                   | 6 juni 2005       | Lugano         | Gravel     | Flavio Saretta         | 7-5, 6-7, 7-6    |         |
| 4.                   | 7 augustus 2006   | San Marino     | Gravel     | Sergio Roitman         | 7-6, 6-7, 6-3    |         |
| 5.                   | 7 april 2008      | Monza          | Gravel     | Alberto Martín         | 3-6, 7-6, 6-3    |         |

### Dubbelspel
| Nr.                          | Datum            | Toernooi            | Ondergrond | Partner                | Tegenstanders in finale          | Score            | Details |
| ---------------------------- | ---------------- | ------------------- | ---------- | ---------------------- | -------------------------------- | ---------------- | ------- |
| Gewonnen finales             |                  |                     |            |                        |                                  |                  |         |
| 1.                           | 27 april 2008    | Casablanca          | Gravel     | Santiago Ventura       | James Cerretani Todd Perry       | 6-1, 6-2         | Details |
| 2.                           | 8 januari 2010   | ATP Doha            | Hardcourt  | Guillermo García López | František Čermák Michal Mertiňák | 6-4, 7-5         | Details |
| Verloren finales herendubbel |                  |                     |            |                        |                                  |                  |         |
| 1.                           | 29 januari 2007  | ATP Viña del Mar    | Gravel     | Rubén Ramírez Hidalgo  | Paul Capdeville Óscar Hernández  | 6-4, 4-6, [6-10] | Details |
| 2.                           | 12 februari 2007 | ATP Costa do Sauípe | Gravel     | Rubén Ramírez Hidalgo  | Lukáš Dlouhý Pavel Vízner        | 2-6, 6-7(4)      | Details |
| 3.                           | 18 februari 2007 | ATP Buenos Aires    | Gravel     | Rubén Ramírez Hidalgo  | Martín García Sebastián Prieto   | 4-6, 2-6         | Details |
| 4.                           | 11 februari 2008 | ATP Costa do Sauípe | Gravel     | Santiago Ventura       | Marcelo Melo André Sá            | 6-4, 2-6, [7-10] | Details |

## Prestatietabellen
| Legenda | Legenda                          |
| ------- | -------------------------------- |
| g.t.    | geen toernooi gehouden           |
| l.c.    | lagere categorie                 |
| –       | niet deelgenomen                 |
| G       | uitgeschakeld in de groepsfase   |
| 1R      | uitgeschakeld in de eerste ronde |
| 2R      | uitgeschakeld in de tweede ronde |
| 3R      | uitgeschakeld in de derde ronde  |
| 4R      | uitgeschakeld in de vierde ronde |
| KF      | uitgeschakeld in de kwartfinale  |
| HF      | uitgeschakeld in de halve finale |
| F       | de finale verloren               |
| W       | het toernooi gewonnen            |
| w-v     | winst/verlies-balans             |

### Prestatietabel enkelspel
| Toernooi              | 2001          | 2002          | 2003          | 2004  | 2005          | 2006          | 2007          | 2008  | 2009          | 2010          | 2011          | 2012 | 2013          | 2014          | 2016 | Carrière w-v |
| --------------------- | ------------- | ------------- | ------------- | ----- | ------------- | ------------- | ------------- | ----- | ------------- | ------------- | ------------- | ---- | ------------- | ------------- | ---- | ------------ |
| Grandslamtoernooien   |               |               |               |       |               |               |               |       |               |               |               |      |               |               |      |              |
| Australian Open       | –             | 1R            | 2R            | 1R    | 1R            | 1R            | 1R            | 1R    | 1R            | 3R            | 2R            | 1R   | 1R            | 1R            | –    | 4-13         |
| Roland Garros         | 3R            | 3R            | 1R            | –     | 2R            | 3R            | 3R            | 2R    | 1R            | 3R            | 4R            | 1R   | 2R            | 1R            | 1R   | 16-14        |
| Wimbledon             | –             | 1R            | 1R            | 2R    | 1R            | 1R            | 1R            | 2R    | 3R            | 3R            | 1R            | 1R   | 1R            | –             | 1R   | 6-13         |
| US Open               | –             | 1R            | 1R            | 1R    | 2R            | 1R            | 1R            | 1R    | 1R            | 4R            | 1R            | 1R   | 1R            | 1R            |      | 4-13         |
| Winst-verlies         | 2-1           | 2-4           | 1-4           | 1-3   | 2-4           | 2-4           | 2-4           | 2-4   | 2-4           | 9-4           | 4-4           | 0-4  | 1-4           | 0-3           | 0-2  | 30-53        |
| Tennis Masters Cup    |               |               |               |       |               |               |               |       |               |               |               |      |               |               |      |              |
| ATP World Tour Finals | –             | –             | –             | –     | –             | –             | –             | –     | –             | –             | –             | –    | –             | –             |      | 0-0          |
| ATP Masters 1000      |               |               |               |       |               |               |               |       |               |               |               |      |               |               |      |              |
| Indian Wells          | –             | –             | –             | –     | –             | –             | –             | 1R    | 2R            | 3R            | 4R            | –    | –             | –             | –    | 4-4          |
| Miami                 | –             | 2R            | 1R            | –     | –             | 2R            | 1R            | 2R    | 2R            | 2R            | 2R            | –    | –             | 2R            | –    | 5-9          |
| Monte Carlo           | –             | 1R            | –             | –     | 2R            | –             | –             | –     | 3R            | KF            | 2R            | 2R   | 2R            | 2R            |      | 10-8         |
| Rome                  | –             | 3R            | –             | –     | 1R            | –             | 2R            | –     | 2R            | 1R            | 1R            | –    | 2R            | –             | –    | 5-7          |
| Hamburg               | –             | 1R            | –             | –     | –             | –             | –             | KF    | l.c.          | l.c.          | l.c.          | l.c. | l.c.          | l.c.          | l.c. | 3-2          |
| Madrid                | l.c.          | –             | –             | –     | –             | –             | 1R            | 1R    | 1R            | 1R            | 1R            | 1R   | –             | –             | –    | 0-6          |
| Montréal/Toronto      | –             | –             | –             | –     | –             | –             | –             | –     | –             | –             | 1R            | –    | –             | –             |      | 0-1          |
| Cincinnati            | –             | –             | –             | –     | –             | –             | –             | –     | –             | –             | 1R            | –    | –             | –             |      | 0-1          |
| Stuttgart             | –             | l.c.          | l.c.          | l.c.  | l.c.          | l.c.          | l.c.          | l.c.  | l.c.          | l.c.          | l.c.          | l.c. | l.c.          | l.c.          | l.c. | 0-0          |
| Shanghai              | l.c.          | l.c.          | l.c.          | l.c.  | l.c.          | l.c.          | l.c.          | l.c.  | –             | 1R            | 2R            | –    | 1R            | –             |      | 1-3          |
| Parijs                | –             | –             | –             | –     | –             | –             | 1R            | –     | 2R            | 1R            | –             | –    | –             | –             |      | 1-3          |
| Olympische Spelen     |               |               |               |       |               |               |               |       |               |               |               |      |               |               |      |              |
| Olympische Spelen     | geen toernooi | geen toernooi | geen toernooi | –     | geen toernooi | geen toernooi | geen toernooi | –     | geen toernooi | geen toernooi | geen toernooi | –    | geen toernooi | geen toernooi |      | 0-0          |
| Statistieken          |               |               |               |       |               |               |               |       |               |               |               |      |               |               |      |              |
| Totaal aantal titels  | 0             | 0             | 0             | 0     | 0             | 0             | 0             | 1     | 2             | 2             | 0             | 0    | 1             | 0             | 0    | 6            |
| Totaal winst-verlies  | 12-8          | 17-24         | 10-16         | 11-17 | 22-20         | 11-18         | 24-24         | 24-23 | 24-21         | 37-24         | 22-25         | 7-26 | 18-19         | 13-16         | 6-5  | 253-283      |
| Eindejaarsranking     | 65            | 78            | 81            | 99    | 71            | 85            | 46            | 45    | 31            | 25            | 53            | 96   | 63            | 108           |      |              |

### Prestatietabel grand slam, dubbelspel
| Toernooi        | 2003 | 2004 | 2005 | 2006 | 2007 | 2008 | 2009 | 2010 | 2011 | 2012 |
| --------------- | ---- | ---- | ---- | ---- | ---- | ---- | ---- | ---- | ---- | ---- |
| Australian Open | 1R   | –    | –    | 1R   | –    | 1R   | 1R   | 2R   | 1R   | 1R   |
| Roland Garros   | –    | 1R   | –    | –    | 1R   | 2R   | 1R   | 1R   | 1R   |      |
| Wimbledon       | –    | 1R   | –    | –    | 1R   | 1R   | 1R   | 1R   | 1R   |      |
| US Open         | –    | –    | –    | 1R   | 1R   | 1R   | 2R   | 1R   | 1R   |      |